# Mascaromyia desjardinsii
Mascaromyia desjardinsii är en tvåvingeart som först beskrevs av Macquart 1842.  Mascaromyia desjardinsii ingår i släktet Mascaromyia och familjen styltflugor. Inga underarter finns listade i Catalogue of Life.